# Palaeosynthemis feronia
Palaeosynthemis feronia – gatunek ważki z rodziny Synthemistidae. Endemit Nowej Gwinei, stwierdzony w północnej części wyspy.